# Катеначчи, Лучано
Лучано Катеначчи (итал. Luciano Catenacci; род. 13 апреля 1933, Рим, Королевство Италия — ум. 4 октября 1990, Мельбурн, Австралия) — итальянский характерный актёр, известный главным образом по отрицательным ролям в криминальных фильмах 1970-х годов.

## Биография
Лучано Катеначчи начинал свою карьеру в кинематографе изначально в качестве менеджера по производству, а затем несколько режиссеров, включая Марио Баву, убедили его заняться актёрством. После появления в нескольких фильмах под псевдонимами Лучано Лоркас и Макс Лоуренс, в начале 1970-х годов актёр начал использовать своё настоящее имя. В основном Катеначчи доставались отрицательные роли различных гангстеров и преступников: в этом амплуа он появляется в фильме «Признание комиссара полиции прокурору республики» режиссёра Дамиано Дамиани, где он играет главного мафиозного босса. Вершиной его актёрской карьеры стала роль Бенито Муссолини в следующем фильме Дамиани «Джиролимони, чудовище Рима», вышедшем в 1972 году.

## Фильмография
| Год  |   | Русское название                                 | Оригинальное название                                                    | Роль                          |
| ---- | - | ------------------------------------------------ | ------------------------------------------------------------------------ | ----------------------------- |
| 1965 | ф | Месть леди Морган                                | La vendetta di Lady Morgan                                               | врач-терапевт                 |
| 1966 | ф | Операция «Страх»                                 | Operazione paura                                                         | бургомистр Карл               |
| 1967 | ф | Там, где часто стреляют                          | La furia de Johnny Kidd                                                  | приспешник Кампоса            |
| 1968 | ф | Сидящий одесную                                  | Seduto alla sua destra                                                   | сержант                       |
| 1968 | ф | Ад в Нормандии                                   | Testa di sbarco per otto implacabili                                     | солдат из отряда Мёрфи        |
| 1968 | ф | Сын Чёрного Орла                                 | Il figlio di Aquila Nera                                                 | адъютант генерала Волконского |
| 1969 | ф | Битва за Эль-Аламейн                             | La battaglia di El Alamein                                               | сержант О’Хара                |
| 1971 | ф | Признание комиссара полиции прокурору республики | Confessione di un commissario di polizia al procuratore della repubblica | Фердинандо Ломунно            |
| 1971 | ф | Короткая ночь стеклянных кукол                   | La Corta notte delle bambole di vetro                                    | работник морга                |
| 1972 | ф | Джиролимони, чудовище Рима                       | Girolimoni, il mostro di Roma                                            | Бенито Муссолини              |
| 1972 | ф | Клан марсельцев                                  | La Scoumoune                                                             | Сиприано                      |
| 1973 | ф | Хотим полковников                                | Vogliamo i colonnelli                                                    | дорожный патрульный           |
| 1973 | ф | Как можно быть таким ублюдком, инспектор Клифф?  | Si può essere più bastardi dell'ispettore Cliff?                         | Гэмбл                         |
| 1974 | ф | Почти человек                                    | Milano odia: la polizia non può sparare                                  | Уго Майоне                    |
| 1975 | ф | Мститель бросает вызов городу                    | Il giustiziere sfida la città                                            | Конти, главарь банды          |
| 1976 | ф | Рим полный насилия                               | Roma a mano armata                                                       | Фердинандо Джераче            |
| 1977 | ф | Борцы с преступностью                            | I due superpiedi quasi piatti                                            | Фред Клайн                    |
| 1978 | ф | Орёл или решка                                   | Pari e dispari                                                           | Параболис, грек               |
| 1978 | ф | Гудбай и аминь                                   | Goodbye & Amen                                                           | Винсент                       |
| 1979 | ф | Человек на коленях                               | Un uomo in ginocchio                                                     | комиссар полиции              |
| 1981 | ф | Лев пустыни                                      | Lion of the Desert                                                       | итальянский солдат            |
| 1990 | ф | Тёмное солнце                                    | Il sole buio                                                             | комиссар Катена               |